# آندرس کاندال
آندرس کاندال (انگلیسی: Pierita; ۱۶ دسامبر ۱۹۱۸ – ۲۴ اکتبر ۱۹۷۸) بازیکن فوتبال اهل اسپانیا بود که در پست مهاجم بازی ‌می‌کرد.